# 第24軍 (德國國防軍)
第24軍（德語：XXIV.Armeekorps）是二戰期間德國陸軍的一支部隊。該單位被数次更名，最初为萨尔-普法尔茨邊防部隊总司令部（Generalkommando der Grenztruppen Saarpfalz），後为第24軍总司令部（Generalkommando XXIV）。 然後是第24軍（XXIV Armeekorps）、第24摩托化軍（Armeekorps (mot.)），最後是第24装甲軍（XXIV. Panzerkorps）。第24軍在1938年成立于德国西南部的凯撒斯劳滕，在1939-40年间驻守西部边界。1940年参与了法国战役。1941-44年隶属南方集团军群参加了苏德战争。1945年初在德国东部防御维斯瓦-奥德河攻势，后撤退到捷克斯洛伐克，并在布德维斯向苏军投降。